# 12-й окремий полк підтримки (Україна)
12-й окремий полк підтримки  (12 ОПП, в/ч А3814, пп В2381) — формування інженерних військ Сухопутних військ України, створене у 1994 році на базі 1591-го інженерного полку.

## Історія
Після розпаду СРСР у 1992 році 1591-й окремий інженерний батальйон перейшов під юрисдикцію України.
1 грудня 1994 року на підставі директиви командувача Прикарпатського військового округу 1591-й окремий інженерно дорожньо-мостобудівельний батальйон був реформований у 12-й інженерний полк. Першим командиром полку, наказом Міністра оборони України, було призначено підполковника Лещенка Юрія Івановича.
Полк активно бере участь у різноманітних навчаннях, серед яких «Реакція-2005», «Чисте небо-2006», «Артерія-2007», «Взаємодія-2010», «Адекватне реагування-2011», «Перспектива-2012». З 2008 року та вже п'ять років поспіль частина є незмінним учасником українсько-американських командно-штабних навчань «Rapid Trident» на Яворівському загальновійськовому полігоні. Інженерно-саперна рота полку пройшла першу і другу оцінку НАТО, за результатами якої визнана сумісною з підрозділами Альянсу та ввійшла до спільного фонду оперативних сил і можливостей НАТО.
Військовослужбовці частини під егідою ООН виконують миротворчі завдання в усьому світі, в тому числі в Лівані, Сьєрра-Леоне та Іраку. 7 інженерів полку залучені до складу миротворчої місії в Ліберії. Український підрозділ в складі міжнародного контингенту в Косово налічував 28 саперів, мінно-розшукову собаку Лайс та 13 одиниць техніки під командуванням капітана Андрія Братащука. В Косово військовослужбовці розміщувалися на військовій базі КФОР «Марешаль де Латре». За бездоганне виконання службових обов'язків та активну участь в миротворчій діяльності українські інженери були нагороджені медалями НАТО, церемонія відбулась на військовій базі «Film city» за участі командуючого силами КФОР генерал-майора італійської армії Сальваторе Фаріна.
Неодноразово військовослужбовці брали активну участь у ліквідації наслідків погодних умов у різних місцях України, пожеж на артилерійських складах у Лозовій та Новобогданівці, відновлювали знесені повенями мости й греблі, допомагали розчищати дороги, розміновували місцевість та знищували вибухонебезпечні предмети.
Починаючи з 2006 року, силами полку було побудувано 10 мостів, зокрема за 2009—2013 роки: 96-метровий у селі Вітковичі Березнівського району на Рівненщині, 64-метровий через річку Тетерів в селі Ставки  Радомишльського району на Житомирщині та 53-метровий через р. Стохід в селі Березичі Любешівського району на Волині.
У військовій частині активно займаються шефською роботою, зокрема за полком закріплені Новоград-Волинська школа-колегіум та школа-інтернат.

### Переформування
У грудні 2013 року 12-й інженерний полк та 144-й окремий батальйон РХБЗ реорганізовані у 12-й окремий полк оперативного забезпечення.

### Російсько-українська війна
У березні 2014 року після інтервенції російських військ до Криму, особовий склад полку розпочав облаштування фортифікаційних споруд та мінно-вибухових загороджень на адміністративному кордоні з тимчасово окупованим півостровом, що дозволило тоді запобігти дестабілізації південних регіонів України.
З початком війни на сході України зведені підрозділи інженерної частини тривалий час пліч-о-пліч з десантниками 95-ї окремої аеромобільної бригади тримали оборону позицій на горі Карачун, визволяли Слов’янськ і Краматорськ, будували мости через річку Сіверський Донець, які потім рятували життя багатьох українських воїнів, утримували мінні поля, облаштовували позиції та здійснювали інженерну розвідку в найнебезпечніших місцях лінії фронту. Військовослужбовці полку виконували завдання у Амвросіївці, Старогнатівці, луганському та донецькому аеропортах, Дебальцевому.

## Командування

### Командири 1591-го батальйону
- (1968—1970) підполковник Ключко Пантелій Федорович
- (1970—1972) підполковник Худяєв Віктор Єфремович
- (1972—1974) майор Батурин Вадим Сергійович
- (1974—1977) майор Алексієв Микола Іванович
- (1977) капітан Будаєв Лайдап Бальжинимаевич
- (1977—1987) підполковник Іванько Олександр Михайлович
- (1987—1989) майор Дереглазов Анатолій Михайлович
- (1989—1994) полковник Лещенко Юрій Іванович[7]

### Командири 12-го полку
- (1989—2002) полковник Лещенко Юрій Іванович;
- (2002—2007) підполковник/полковник Пекельний Василь Леонідович[8];
- (2007—2008) підполковник Герега Дмитро Михайлович[9]
- (2008—11 лютого 2019) полковник Борісов Микола Миколайович[10]
- (з 11 лютого 2019 року) полковник Загурський Анатолій Станіславович[7][11]

## Втрати
- 18 вересня 2014 року загинув під час встановлення мінних загороджень в районі виконання бойових завдань старший сержант 12-го полку Василь Подолянчук.
- Артеменко Анатолій В'ячеславович, солдат, 29.10.2015
- Майоренко Станіслав Олексійович, солдат, 29.10.2015
- Шепель Ігор Вікторович, солдат, 3 листопада 2014, під час виконання бойового завдання в зоні проведення бойових дій
- Банчук Олег Петрович, 15 січня 2015[12]
- Шельмук Анатолій Володимирович, прапорщик, 11 лютого 2015, помер від поранень
- Штильов Сергій Степанович, 11 лютого 2015, солдат, помер у розташуванні військової частини під час ротації[13]
- командир відділення Гордін Володимир Павлович, 5 травня 2016[14]
- солдат Косован Олег Володимирович, 24 червня 2016[15]
- прапорщик Яворський Олександр Тарасович, 15 грудня 2016[16]
- старший солдат Карпика Олександр Віталійович, 13 травня 2020
- 2 лютого 2024; старший солдат Левковський Максим Васильович